# Hanalei Bay
Hanalei Bay (ハナレイ・ベイ Hanarei Bei = Hanalei Bay?) es un cuento de Haruki Murakami, escrito y publicado en 2005, e incluido en el libro Sauce ciego, mujer dormida (2006 ; 2008 en castellano).

## Trama
Sachi, la madre de Takashi, va a Hawái a recoger los restos de su hijo que ha sido devorado por un tiburón mientras hacía surf. El joven, que tenía 18 años, deja una profunda soledad en su madre que es viuda y regenta un club de jazz en Tokio donde se dedica a tocar el piano.
El rechazo original que tiene hacia la isla se va disipando y hace que todos los años vaya a la bahía donde murió su hijo a pasar tres semanas de vacaciones en otoño. Durante los años que va allí le ocurren distintas anécdotas y sucesos. Ella hace de esta visita anual un lugar de reflexión que muestra al lector su personalidad y evolución.

## Ediciones en español
- Haruki Murakami, Sauce ciego, mujer dormida. Editorial Tusquets, Barcelona, 2008 {ISBN 978-84-8383-047-5}.